# Spaniocelyphus papposus
Spaniocelyphus papposus är en tvåvingeart som beskrevs av Joann M. Tenorio 1972. Spaniocelyphus papposus ingår i släktet Spaniocelyphus och familjen Celyphidae. Inga underarter finns listade i Catalogue of Life.